# Боратычи
Боратычи (укр. Боратичі) — село в Шегининской сельской общине Яворовского района Львовской области Украины.
Население по данным 2022 года составляло 202 человека. Население по переписи 2001 года составляло 281 человек. Занимает площадь 0,665 км². Почтовый индекс — 81351. Телефонный код — 3234.